# Dactylopsila megalura
Dactylopsila megalura is een zoogdier uit de familie van de buideleekhoorns (Petauridae). De wetenschappelijke naam van de soort werd voor het eerst geldig gepubliceerd door Rothschild & Dollman in 1932.

## Voorkomen
De soort komt voor op Nieuw-Guinea, in het Sudirmangebergte, het Jayawijayagebergte en het Weylandgebergte. 